# Fusiterga
Fusiterga is een geslacht van vliesvleugeligen uit de familie Pteromalidae. De wetenschappelijke naam van dit geslacht is voor het eerst geldig gepubliceerd in 1988 door Boucek.

## Soorten
Het geslacht Fusiterga omvat de volgende soorten:
- Fusiterga gallarum Boucek, 1988
- Fusiterga lativentris Boucek, 1988